# Gouvernement Jaspar II
Royaume de Belgique
Jaspar I Renkin
Le gouvernement Jaspar II est un gouvernement catholique-libéral qui gouverna la Belgique du 22 novembre 1927 jusqu'au 21 mai 1931.   
La cohérence interne du gouvernement Jaspar I, qui réunissait catholiques, libéraux et socialistes, n'était plus très claire. Après une réunification (très relative) du Parti catholique, Henri Jaspar donne la démission de son gouvernement et forme le gouvernement Jaspar II, rassemblant libéraux et catholiques, et reléguant dans l'opposition les socialistes.    
En matière communautaires, le gouvernement vote différentes lois, comme la création d'unités militaires néerlandophones et francophones, et une loi d'amnistie pour les activistes condamnés à moins de 10 ans de prison. Le gouvernement est cependant confronté à l'augmentation croissante des tensions communautaires. Une élection partielle à Anvers voit l'élection d'August Borms, un des leaders activistes condamné à la prison à vie ; si l'élection est aussitôt cassée, elle permet aux nationalistes flamands de gagner en popularité. Lors des élections législatives de 1929, les nationalistes flamands doublent leur score et entrent pour la première fois au Sénat. Ce nouveau contexte politique pousse le gouvernement à flamandiser entièrement l'Université de Gand.    
Les conséquences de la crise économique de 1929 n'arrivent en Belgique qu'à partir de la seconde moitié de l'année 1930, entraînant l'augmentation du chômage et la fermeture de nombreuses industries. Le gouvernement tente d'y répondre en baissant le salaire des fonctionnaires et en limitant l'embauche de travailleurs étrangers ; plusieurs mesures ciblant les femmes, comme la suppression des allocations de chômage des femmes mariées et la limitation de l'embauche de femmes au profit d'hommes, sont également mises en place.

## Composition
| Ministère                                                       | Nom                     | Parti            |
| --------------------------------------------------------------- | ----------------------- | ---------------- |
| Premier et ministre des colonies                                | Henri Jaspar            | Parti catholique |
| Ministre des affaires étrangères                                | Paul Hymans             | Parti libéral    |
| Ministre de l'intérieur et de la santé publique                 | Albert Carnoy           | Parti catholique |
| Ministre des arts et des sciences                               | Maurice Vauthier        | Parti libéral    |
| Ministre de justice                                             | Paul-Émile Janson       | Parti libéral    |
| Ministre des finances                                           | Maurice Houtart         | Parti catholique |
| Ministre de l'agriculture et des travaux publics                | Henri Baels             | Parti catholique |
| Ministre de l'industrie, du travail et de la prévoyance sociale | Hendrik Heyman          | Parti catholique |
| Ministre des chemins de fer, des postes et de la télégraphe     | Maurice Auguste Lippens | Parti libéral    |
| Ministre de la défense nationale                                | Charles de Broqueville  | Parti catholique |
| Ministre des colonies                                           | Paul Tschoffen          | Parti catholique |
| Ministre sans portefeuille                                      | Émile Francqui          | Parti libéral    |

## Remaniements
- 19 octobre 1929 :
  - Albert Carnoy (Parti catholique) démissionne de sa fonction de ministre de l'intérieur et de la santé publique, son mandat est repris par

Henri Baels, qui cède les travaux publics à Jules Van Caenegem.
- - Maurice Auguste Lippens (Parti libéral) démissionne comme ministre des chemins de fer, des postes et de la télégraphie et est remplacé par  Pierre Forthomme
  - Henri Jaspar (Parti catholique) démissionne comme ministre des colonies et Paul Tschoffen lui succède
- 27 février 1930:
  - Paul Tschoffen (Parti catholique) démissionne comme ministre des colonies et est remplacé par Henri Jaspar
- 18 mai 1931 :
  - Henri Jaspar (Parti catholique) démissionne comme ministre des colonies et est nommé ministre de l'intérieur et de la santé publique en succession du démissionnaire

Henri Baels. Nouveau ministre des colonies est  Paul Charles (Parti catholique).
- - Maurice Vauthier (Parti libéral) démissionne comme ministre des arts et des sciences et est remplacé par Robert Petitjean
- 20 mai 1931
  - Pierre Forthomme (libéraux) démissionne comme ministre des postes et de la télégraphie et cède ces compétences à François Bovesse (libéraux).